# Krzysztof Wysocki (Basketballspieler)
Krzysztof Wysocki, auch Christoph Wysocki (* 1. November 1956 in Chełmno) ist ein deutscher Basketballtrainer und ehemaliger polnischer -spieler.

## Werdegang
Der 2,02 Meter große Wysocki war in Polen von 1975 bis 1982 Mitglied des Erstligisten Resovia Rzeszów. In der Saison 1982/83 spielte er kurz für Zagłębie Sosnowiec. In der Saison 1984/85 lief der Innenspieler in der deutschen Basketball-Bundesliga für den MTV Gießen auf und erzielte in 27 Einsätzen im Schnitt 4,6 Punkte.
Aufgrund einer Verletzung beendete Wysocki seine Spielerlaufbahn und wurde Trainer. 14 Jahre arbeitete er als solcher im Jugend- und Herrenbereich für den VfB Gießen sowie sechs Jahre für den TSV Grünberg (hauptsächlich im Herren- kurz auch im Damenbereich). 2006 wechselte er zum MTV Gießen und war bis 2019 im Amt. Beim MTV war er Trainer im Jugend- und Herrenbereich. In der Saison 2019/20 betreute Wysocki die U16-Mädchen des BC Marburg, im Vorfeld der Saison 2020/21 übernahm er beim selben Verein das Traineramt bei den in die 2. Bundesliga aufgestiegenen 2. Damen und den U18-Mädchen in der WNBL. Mitte Januar 2021 wurde Wysocki Trainer des BC Marburg in der Damen-Bundesliga, nachdem sich der Verein zuvor von Trainer Julian Martinez getrennt hatte. Er führte Marburg ins Bundesliga-Halbfinale, dort schied man im April 2021 gegen den späteren Titelgewinner Keltern aus. Seine Amtszeit als Marburger Trainer ging 2022 nach dem Ausscheiden im Viertelfinale und damit dem Abschluss der Saison 2021/22 zu Ende.
Im Sommer 2023 übernahm Wysocki das Traineramt bei der U16-Mannschaft der Gießen 46ers in der Jugend-Basketball-Bundesliga (JBBL).

## Persönliches
Seine Söhne Konrad Wysocki und Kevin Wysocki waren ebenfalls Leistungsbasketballspieler.